# 下课后
《下課後》（英語：Recess）是一部美國系列動畫片，由Paul Germain和Joe Ansolabehere創建，華特·迪士尼製片。下課後 講述的是六名小學生和他們的同學與老師之間發生的各種事情。1997年开始，迪士尼公司制作的《下课後》电视影集开始在美国播出。影集后来在《小神龙俱乐部》、台湾迪士尼频道都有播出。

## 歷史
《下課後》首次播出是在1997年9月13日的 ABC 電視臺的“One Saturday Morning”節目中。儘管與此同時迪士尼的同類型的動畫片《波波安》和《阿德日記》正在熱播。但《下課后》依然獲得了很高的收視率。在2001年下課后又出了劇場版《[Recess: School's Out》。
這部動畫片到2001年停播，然後又重新在UPN和迪士尼頻道播出。其後又在英國和世界的其他地區播出。雖然電視上不再出現新的劇集，但在2003年又出了兩部劇場版《Recess: Taking the Fifth Grade》和《Recess: All Growed Down》。

## 故事背景
《下課後》的故事發生在美國的某地。類似于辛普森虛構世界的Springfield。但故事到底發生在何地，《下課后》的作者似乎又給出了很模糊的定義。在一有關“標準成績測試”的一集中，他們的測試名叫ASAT，但卻又像是愛荷華基本技能測試。無論如何，劇場版下課后《Recess: School's Out》的故事發生在加利福尼亞。
《下課後》中的所有人物都是第三街小學的。内容主要圍繞在課間學校發生的各種事情。第三街小學的戶外環境主要是一些體育器械，和一些不明確的建築。在此期間，孩子們受一個虛擬君主國統治，並形成了各種不成文的法律。而且，學校操場的大小、邊界和周圍環境會根據每一集的情節需要而變化。在一些劇集中，它只是一個大小一般的操場，但某些集數中，在學校背後會出現一片森林。

## 主要登場人物

### 六個夥伴
通過六名主角，《下課后》 刻劃了來自不同社會、擁有不同文化和膚色的人物。
- 提傑(西奧多爾·賈斯柏·迪威勒) (T.J.(Theodore Jasper Detweiler）) 台灣：劉小芸

提傑·迪威勒，六名主要人物中最重要的一個，他有豐富的點子和計畫。他通常朝后戴著一頂紅色棒球帽。提傑喜歡對老師惡作劇。他有一個姊姊叫貝琪(Becky)，由Melissa Joan Hart配音，她在「下課後電影版」及「下課後 升上五年級」出現過。劇情中暗示提傑暗戀著史比娜莉，在一集中提傑向史比娜莉獻出了他的初吻。他同時也是音速超人的狂熱影迷。 提傑由Ross Malinger配音，此後由Andrew Lawrence配音。
在經由葛莉琴的掌上型電腦伽利略推算，他未來可以長到5呎9吋（約175公分）
- 文斯(文森·皮耶爾·拉薩爾) (Vince(（Vincent Pierre LaSalle）) 台灣：劉傑

一名有才幹的運動員和廚師，文斯是校中消息最靈通的人，好勝心強。 他由Rickey D'Shon Collins配音。
在經由葛莉琴的掌上型電腦伽利略推算，他未來可以長到6呎2吋（約188公分）。
- 艾許莉·法尼西洛·史比娜莉 (Ashley Funicello Spinelli)  台灣：林芳雪

一名勇氣過人的假小子，擅長摔跤。通常大家用她的姓氏“史比娜莉”來稱呼她，她很痛恨「艾許莉」這個名字，是因為她討厭學校的艾許莉們的作法，雖然她很痛恨「艾許莉」這個名字，但由於這名字是為了紀念她的嬸嬸「艾許莉」她也只好接受。不過當藍道知道她的名字時曾有羞辱過她，讓她在艾許莉們的面前很沒面子，她曾而被艾許莉們給稱呼過「艾許莉S」，史比娜莉由Pamela Adlon配音。她有兩個哥哥一個叫喬伊（Joey），另一個叫維多（Vito）。
在經由葛莉琴的掌上型電腦伽利略推算，她未來可以長到5呎6吋（約168公分）。
- 葛莉琴·普魯奈拉·葛蘭德勒 (Gretchen Prunella Grundler)  台灣：李直平

天資聰明，是學術上的天才。被年長的孩子稱爲"天才女孩"，就像鮑伯大王。在一集中她被一名叫傑佛瑞(Jeffrey)的男孩所崇拜，但她並未做出任何回應。葛莉琴由Ashley Johnson配音。
- 麥奇(麥可·布蘭堡)（Mikey（Michael Blumberg）) 台灣：柳翰雅

體形肥大，愛吃，説話富有哲理。喜歡作詩，擅長的表演是傳統舞蹈，信仰其他人無法接受的和平主義。麥奇也喜愛唱歌，雖然每次在人們面前都唱得吞吞吐吐。深信這世界上有聖誕老人的存在。麥奇由杰森·戴维斯配音；他的歌聲由Robert Goulet來演繹。
在經由葛莉琴的掌上型電腦伽利略推算，他未來可以長到50呎（約1524公分），不過當他聽到長這麼高時，確實讓他擔心了一陣子，不過這是因為他身上帶著指南針的關係，以至於伽利略計算錯誤，所以實際上未來他能長多高還是個謎。
- 古斯(古斯塔夫·巴頓·葛利斯渥)（Gus（Gustave Patton Griswald）) 台灣：楊凱凱

剛轉來的新生。有一段時間他被叫做「新來的」。古斯他是來自一個嚴格軍事化的軍人世家，特別是美國大軍。他由Courtland Mead配音。
性格較為怯懦，由於身材瘦小時常被一些大個子的男孩欺負，不過他有時候也會反抗那些欺負他的人。第36集提到他過去是擁有「惡魔」稱號的躲避球高手。在某一集幫助了玉米片女孩泰瑞莎，便開始和她交往。
在經由葛莉琴的掌上型電腦伽利略推算，他未來可以長到6呎4吋（約193公分），這也是他父親的身高。

### 其他兒童
- 鮑伯大王（羅伯特）(King Bob（Robert）) 台灣：劉傑

學校操場的「國王」，也是6年級的領導人。在他的王冠上有寫著紅色英文字母「B」。他的身邊有數名隨從，在學校操場有麻煩發生時會視麻煩的原因來決定懲罰。他以前有著「惡作劇王子」的封號「下課後電影版」中在小學畢業後把王位讓給佛萊迪（Freddy）。
於「下課後：升上五年級」中已經升上國中一年級，因提傑的請求再度回到了第三街小學。
- 佛萊迪大王(King Freddy)

於「下課後電影版」中在鮑伯大王畢業後接任學校操場的「國王」。也是6年級的新領導人。在他的王冠上鮑伯大王將有寫著藍色英文字母「F」的貼紙取代他之前所用的紅色英文字母「B」。
- 喬丹與傑洛姆(Jordan & Jerome)

鮑伯大王的親信。兩人常常一起出現。身高矮戴眼鏡穿綠色衣服的是喬丹，身高高穿紅色衣服的是傑洛姆。
- 艾許莉們(The Ashleys)

以「艾許莉 (Ashley)」為名的少女4人組。艾許莉·阿姆布拉斯特（Ashley Armbruster，通稱：艾許莉A）、艾許莉·柏雷特（Ashley Beaulet，通稱：艾許莉B）、艾許莉·昆蘭德（Ashley Quinland，通稱：艾許莉Q）、艾許莉·湯瑪森（Ashley Tomasian，通稱：艾許莉T）的4人，通常以「艾許莉+姓氏的縮寫」稱呼。而這四位艾許莉的個性驕傲、做作，所以大家對他們印象也不好。
- 泰勒們(The Taylors)

以「泰勒 (Taylor)」為名的少年4人組，是艾許莉們的弟弟。泰勒·阿姆布拉斯特（Taylor Armbruster，通稱：泰勒A）、泰勒·柏雷特（Taylor Beaulet，通稱：泰勒B）、泰勒·昆蘭德（Taylor Quinland，通稱：泰勒Q）、泰勒·湯瑪森（Taylor Tomasian，通稱：泰勒T）的4人，通常以「泰勒+姓氏的縮寫」稱呼。
- 藍道·C·威姆斯(Randall C. Weems)

在學校裡被討厭的人，也是6個夥伴共同討厭的角色。是幫芬斯特老師負責在校園操場監視的「間諜」。收集學校操場內的壞消息，並向芬斯特老師報告，導致第三街小學很多同學都很討厭藍道。
- 曼洛(Menlo)

本名不詳。他是處理全校兒童的名冊的事務委員。也在管理學校內的失物。他和提傑從4歲起就是很要好的朋友，既使現在倆人的志向不同，每年他生日的這一天，提傑都會到他家幫他慶生。
- 傑佛瑞(Jeffrey)

喜歡葛莉琴的4年級男孩，由於做了一堆讓葛莉琴困擾的愛慕舉動，讓葛莉琴害怕和他在一起。
- 厄文·羅森(Erwin Lawson) 台灣：劉傑

5年級男孩。時常喜歡和提傑·迪威勒較勁，當提傑輸的時候他喜歡羞辱他，他有時候也和文斯·拉薩爾較勁，在文斯輸的時候也會羞辱他，是個很討厭的人。
- 布奇(Butch)

本名不詳。在學校內發生事情的時候，擔任提傑他們情報網方面的人。本來他像個正常的樂觀孩子，但是看到他哥哥與女朋友的舉動後，被嚇得一半頭髮變白了，此後變得沉默寡言。
- 喬伊(Joey)

布奇的哥哥，有一次帶女朋友克莉絲蒂回家，遇到個好時機兩個人就接吻，而躲著偷看的布奇就被他們這舉動給嚇到，使的一半頭髮變白了。
- 克莉絲蒂(Christie)

喬伊的女朋友，有一次她和喬伊在接吻時被躲著的布奇看到，讓布奇嚇到一半頭髮變白了。
- 戈帝(Gordy)

在學校裡唯一不喜歡提傑的男孩，他的好朋友是菲爾與懷利。
- 菲爾（菲利浦(Phil（Philip）)

在班上時常喜歡向葛羅克老師發問的4年級男孩，哥迪的朋友，他同時也是某童子軍的成員。
- 威利（Wylie）

提傑班上的男孩，哥迪的朋友。
- 梅根（Megan）

提傑班上的女孩，懷利的朋友。
- 茱蒂（Judy）

提傑班上的女孩，梅根的朋友。
- 莉莉（Lily）

提傑班上的女孩，梅根的朋友。
- 挖土的山姆和戴維兄弟 (Sam and Dave the Diggers)

一直在校園操場挖土的2人組。
- 吉爾曼(Gelman)

本名不詳。是個和麥奇一樣強壯的男孩，在學校裡是個粗魯的人。時常喜歡欺負學校裡比他幼小的人為他欺負的對象，直讓人敢怒不敢言。然而在古斯提起勇氣對抗他，而發明了終結他的武器時，讓他也有顯示出害怕膽小的一面。他的家族成員還有他老爹與奶奶。
- 史坦波(Stemple)

以前被蓋爾門欺負的男孩，在他搬走後就開始欺負弱小的古斯。
- 鞦韆女孩(Swinger Girl)

本名不詳。一直在盪鞦韆的少女。她不斷在挑戰鞦韆的極限紀錄。
- 布蘭登·普拉瑟多 (Brandon Placido)

歌劇比賽冠軍，他的台詞也常常在唱歌。有一次他在表演唱歌時喉嚨飛入一隻蜜蜂，使得他無法唱歌，並普里克利校長正在苦無沒有人來唱國歌時，在一個偶然上廁所時聽到麥奇的美妙歌聲，並讚賞麥奇有唱歌天賦，就讓麥奇來頂替他。
- 地攤小子（法蘭西斯）(Hustler Kid（Francis）)台灣：劉傑

在下課時間販賣他從知道的管道拿到的東西的男孩，有一次教會古斯如何擺地攤，結果讓他自己的生意被古斯給騙走。
- 芬格斯·馬洛(Fingers Malloy)

地攤小子法蘭西斯買賣貨品管道的來源人，事實上他就是地攤小子調教出來的弟子。
- 印度大師（吉米）(Guru Kid（Jimmy）)

把襯衫當成頭巾的男孩，為其他人解開疑難雜症，有一次史比娜莉為他代班後，他暫時變回普通的男孩。
- 玉米片女孩（泰瑞莎·拉薇妮·樂麥齊）(Cornchip Girl（Theresa Laverne LeMaize）) 台灣：劉小芸

時常帶著玉米片到處行動因而得名。有一次被克萊德欺負要求拿出午餐時，古斯出手幫助她，卻被芬斯特看到帶到教職員室，此時揭開了她的父親與古斯的父親原來是死對頭的舊識。
- 克萊德·菲爾摩爾(Clyde Philmore)

欺負古斯和玉米片女孩的粗魯男孩。
- 圖書館小子(Library Kid)

在圖書館出沒的孩子，其實是個在默默注意葛莉琴的害羞女孩。
- 康拉德·曼迪(Conrad Mundy) 台灣：劉傑

不良集團的領導人。
- 葛雷格·史金斯(Greg Skeens)

不良集團的領導人蒙迪的部下。
- 懶惰小子(Lazy Kid) 台灣：汪世瑋

不良集團的領導人蒙迪的部下。
- 蘇·鮑伯·墨菲(Sue Bob Murphy)

不良少女，喜歡欺負學校的學生的女孩，蒙迪不良集團的成員。
- 最壞的克斯特（克絲汀·克斯特）(Kurst the Worst（Kirsten Kurst）)

不良少女，喜歡用蠻力衝撞並欺負學校的體型肥大女孩。屬於蒙迪的不良集團成員。她簡直就像是不良集團的麥奇，和麥奇有很多相同的興趣，但是有一次為了感謝麥奇而偷了學校自助餐廳的藍莓派來和麥奇一起享用。
- 貝琪·班森(Becky Benson)

和葛莉琴一樣鍾愛科學的2年級女孩，一開始對葛莉琴釋出善意，但實際上她暗地裡盜竊葛莉琴的創意，只因為想當科學競賽的冠軍。最後在葛莉琴的開導下，她辭退了科學冠軍的獎盃。最後她希望將來能成為像葛莉琴一樣慷慨的人。
- 莫蒂大王(King Morty)

1935年時第三街小學的操場大王，他寫著一本操場規則書留在學校圖書室裡。
- 克蘭法（法蘭克·沙吉維克）(Knarf（Frank Sedgewick）)

一個書呆子，在學校裡他是的51號教室為「白孩兒」（Pale kids）的領導，帶領其他在下課時間不去操場活動的孩子。克蘭法是他玩遊戲時，把名字顛倒過來唸的稱呼。他同時也是羅森說的傳說在2年級因為受傷而消失的「小賽奇維克」（tiny Sedgewik），在羅森知道他的身分後，被嚇得差點暈倒。
- 亞歷克斯·羅拉爾(Alex Lorall)

上一屆的溜溜球冠軍，但在葛莉琴贏得溜溜球賽個冠軍而引退後，他失去了贊助商也不能報仇，讓他很不甘心。
- 貝琪（麗貝卡·迪威勒）(Becky（Rebecca Detweiler）)

提傑的姊姊，比提傑年長7歲「下課後電影版」及「下課後 升上五年級」出現目前在速食店裡工作。
- 查德·拉薩爾(Chad LaSalle) 台灣：劉傑

文斯的哥哥，由於作風古怪而被大家稱為「怪人」。
- 喬伊（約瑟夫·史比娜莉）(Joey（Joseph Spinelli）)

艾許莉·史比娜莉的哥哥，在「妳的名字是艾許莉」（First Name Ashley）裡，被艾許莉·史比娜莉提到過。
- 伽利略(Galileo)

葛莉琴的一個像電玩般的個人數位助理(PDA)，顯示的樣子是一隻青蛙。
- 賀伯特(Herbert)

古斯養的一隻變色龍。
- 福斯特·凱許曼·班福斯三世(Foster Cushman Bumphus III)

彼得·普里克利校長的哥哥保羅校長找來的打高爾夫球的搭檔。
- 羅尼(Ronie)

白孩兒。
- 卡爾(Kyle)

白孩兒。
- 史帝夫(Steve)

白孩兒。
- 吉米·克拉克(Jimmy Cracker)

靈異小子。
- 吉米·克拉瑪(Jimmy Cramer)

丟球的人。
- 賈列德(Jarede)

完美小子。
- 尤普(Yopur)

西班牙來的隨班學生。

### 幼稚園師生
- 藍彩蝶老師

幼稚園老師。
- 布麗坦妮們(The Blittanies)

以「布麗坦妮(Blittany)」為名的幼兒4人組，是艾許莉們的妹妹。布麗坦妮·阿姆布拉斯特（Blittany Armbruster，通稱：布麗坦妮A）、布麗坦妮·柏雷特（Blittany Beaulet，通稱：布麗坦妮B）、布麗坦妮·昆蘭德（Blittany Quinland，通稱：布麗坦妮Q）、布麗坦妮·湯瑪森（Blittany Tomasian，通稱：布麗坦妮T）的4人，通常以「布麗坦妮+姓氏的縮寫」稱呼。
- 傑克(Jack)

幼稚園兒童領頭者。
- 胖胖(Fatty)

本名不詳，打嗝非常有力。
- 史賓賽(Spenser)

幼稚園生。
- 辛蒂(Cindy)

幼稚園生。
- 吉柏(Gibber)

幼稚園生。
- 查德(Chad)

幼稚園生。
- 海克特(Heckert)

幼稚園生。
- 艾瑪(Emma)

幼稚園生。
- 傑克(Jake)

幼稚園生。

### 教師·其他大人
- 彼得·普里克利校長(Principal Peter Prickly) 台灣：姜先誠

第三街小學的校長。與提傑的關係是敵人但有時候還會協助提傑。他與提傑一樣是的「音速超人」的狂熱影迷，除了有音速超人的書迷會員證之外，他還收集一堆和音速超人相關的產品。他的愛稱是「彼提(Petie)」。第三街小學出身。
- 妙麗葉兒·芬斯特老師(Miss Muriel P. Finster) 台灣：姜瑰瑾

監督校園的教師，是個未婚的老姑娘。以藍道作為她的間諜。年輕時與史比娜莉的奶奶是玩遊戲的夥伴。在之後提傑升五年級時成為他們的級任老師。第三街小學出身。
- 愛蘿黛妮·葛羅克老師(Miss Alordayne Grotke) 台灣：陳季霞

提傑他們的級任老師。總是受到孩子們的歡迎，是個心地很好的老師。
- 漢克先生(Hank the Janitor) 台灣：姜先誠

學校的清潔人員，也是個數學天才，曾和葛莉琴共組數學社團。在某一集妙麗葉兒·芬斯特和他墜入愛河，結果使的學校操場大亂。
- 檸檬小姐(Miss Lemon)

普里克利校長的秘書。總是在做打字的工作，年紀和芬斯特相仿，都是個未婚的老姑娘。曼洛在她的手下做事。
- 克魯吉教練 (Coach Kloogie)

體育老師。時常看好文斯在體育方面的表現。
- 柏莎(Bertha)

學校公車司機，是個很體格壯碩高大的女性。稱呼學務用的公車為「老煙管」並視它為重。第三街小學出身。
- 亞倫·凱爾索 (Aaron Kelso)

孩子們在放學回家路上的商店的店主，非常喜歡提傑6人組裡的古斯，時常請古斯吃新商品。
- 山姆（山繆爾·迪威勒）(Sam（Samuel Detweiler）)

提傑的父親。
- 珍（珍妮特·迪威勒）(Jan（Janet Detweiler）) 台灣：崔幗夫

提傑的母親。
- 拉薩爾先生(Mr. LaSalle)

查德與文斯的父親。
- 拉薩爾太太(Mrs. LaSalle)

查德與文斯的母親。
- 鮑伯·史比娜莉(Bob Spinelli)

史比娜莉的父親，他和芬斯特是舊識。他有個不為人知的祕密，實際上他是個中央情報人員(CIA)。
- 芙蘿（佛蘿倫絲·史比娜莉）(Flo（Florence Spinelli）)

史比娜莉的母親，她和芬斯特是舊識。
- 菲爾·葛倫德勒(Phil Grundler)

葛莉琴的父親。
- 桃莉絲·葛倫德勒(Doris Grundler)

葛莉琴的母親。
- 布倫柏格先生(Mr. Blumberg)

麥奇的父親。是個和麥奇還有與妻子相反的瘦長體型男子。
- 布倫柏格太太(Mrs. Blumberg)

麥奇的母親。是個過度保護孩子的女人，體型和麥奇一樣圓圓胖胖的。
- 葛利斯華德中尉 (Lt. Griswald)

古斯的父親。陸軍中尉。在家裡徹底實行軍事化的軍人，稱呼古斯的時候為「二等兵」。身高193公分。
- 瑪姬·葛利斯華德(Maggie Griswald)

古斯的母親。是個非常擔心她的寶貝兒子的女人。
- 路克·樂麥齊中尉 (Lt. Luke LaMaize)

玉米片女孩泰瑞莎的父親。海軍中尉。與古斯的父親從年輕時就是死對頭。
- 史金納教育長(Superintendent Skinner)

握有讓普里克利校長晉身到中學決定權的人物。
- 塔德·懷特(Tad White)

一個教育委員長。
- 菲利浦·費茲休市長(Mayor Philip Fitzhugh)

市長。第三街小學出身。
- 薩迪斯·T·薩德五世(Thaddeus T. Third V)

在地方上有名的富豪。他爺爺三世是第三街小學的創校長。學校的名字「第三」(Third)也是由此而來。
- 保羅·普里克利校長(Principal Paul Prickly)

彼得·普里克利校長的哥哥。在其他城鎮的小學裡也同樣擔任校長的職務。兩個人總是在競爭，行動方面也很相似，而學校裡有著和提傑在內6個夥伴相似的學生。
- 湯米·泰特(Tommy Tate)

葛莉琴在某一集中，迷上了溜溜球，剛開始是為脾氣古怪的老先生。他在1962年時耍出溜溜球最高境界的「隱形人」，但當他退出溜溜球界時，已經沒有半個朋友了。
- 鄧先生(Mr. Dunn)

稱讚古斯做的劇場模型的男人。
- 帕芙洛娃小姐(Madmoiselle Pavlova)

米凱爾（此為麥奇本名「麥可」的俄語唸法）與史比娜莉上課的舞蹈教室的俄國老師。
- 馬爾文·唐納休醫生 (Dr. Malvin Donohue)

一位牙醫，某位在現場戴牙套的女孩是他的支持者，他來到第三街小學時帶著一個塑膠牙齒模型並說著那個牙齒的故事。
- 派特·帕特森(Pat Patterson) 台灣：劉傑

被第三小學的校長普里克利邀請來為學生說明未來規劃的貴賓，可是他卻什麼也沒說就逃離了，當史比娜莉在為未來生活苦惱時，又遇見了他，他告訴史比娜莉他一生涯。他說他是如何想到要賣不會黏口香糖的運動鞋，而他10年的時間做到了，讓他因此賣出1億307雙運動鞋。他最後告訴史比娜莉，不用太急著現在決定自己未來要做什麼，到時候有靈感就一定能實現。
- 萊福(Palph)

派特·帕特森的司機。
- 厄許蒂特教授(Professor Unshtite)

某大學的教授，看上漢克的數學天分，想邀請漢克到他學校解數學。
- 午餐阿姨愛瑪(Lunchlady Irma)

第三街小學中午提供餐點的阿姨，如果對她美言幾句，她會給您不同於別人的好吃食物。
- 詹姆斯·史東(James Stone)

某一集轉學到葛羅克老師的班上，頭戴藍色帽子和墨鏡的孩子，起初提傑他們視他為好友，並告訴他在學校可以偷懶和拍馬屁的秘密，但過了幾天提傑發現那些事情被封禁。這事情提傑一開始以為是愛打報告的藍道做的，後來在廁所時被提傑偷偷發現，他的真實身分是史金納教育長派來的間諜。事實上他已經42歲，帶帽子和墨鏡是不希望有人發現他有禿頭和大人般的臉。他的所作所為就像葛羅克老師提到的賣國賊班奈狄克·阿諾德。
- 李奧納德·威姆斯(Leonard Weemes)

藍道的父親，和藍道一樣是個「間諜」。
- 威姆斯太太(Mrs. Weemes)

藍道的母親。
- 杜德老師（法蘭克林·杜德考夫）(Mr. Dude（Franklyn Dudikoff）)

第三街小學新來的代課老師，實際上也是他的母校，15年前曾經是芬斯特最棘手的學生，以至於現在當了老師也無法被芬斯特認同。
- 菲廉·班諾迪克特博士 (Dr. Phillium Benedict)

在「下課後電影版」裡首次出現，他是彼得·普里克利（他稱呼他為「菲爾」（Phill））與妙麗葉兒·芬斯特在30年前認識教職同伴。因為他想要取消學校的下課時間，導致被督察開除第三街小學的校長職務，而使得彼得·普里克利成為第三街小學的校長。他本想帶著喜愛的妙麗葉兒·芬斯特一起走，但是被她拒絕所以在離開後，靠著自己的本事當教育部長，後想如法炮製取消下課時間，而再次被開除。他憤而招集一群科學家，想要做個實驗讓地球從此沒有夏天（等於沒有暑假），而被提傑他們發現這個陰謀，在他們的齊心合力下，成功擊倒了他的陰謀。
- 芬維克 (Fenwick)

在「下課後電影版」裡首次出現，班奈狄克做實驗的手下。
- 羅森塔爾博士 (Dr. Rosenthal)

在「下課後電影版」裡首次出現，班奈狄克的做實現的手下，只是他不保證實驗能夠成功。
- 布萊德上尉 (Captain Brad)

在「下課後電影版」裡古斯的長官，他很自大從頭到尾看不起古斯，他上面的長官是歐馬利上校。
- 歐馬利上校 (Colonel O'Malley)

在「下課後電影版」裡只有聲音登場，是古斯在他的夏令營裡的長官，提傑曾藉由葛莉琴的變聲器模仿他的聲音，讓古斯輕鬆一些。

### 劇中登場的角色
- 音速超人 (Señor Fusion)

提傑與其他孩子非常喜愛的科幻漫畫的超級英雄，舊名「電氣超人」，創作於漫畫的黃金時代，作者為跳躍拉利羅根(第56集)。有著鬥牛士外表的裝扮，並戴著面具，披著斗篷，為單打獨鬥的英雄，但在早期的漫畫集中，曾和「致命之女」搭檔。是非常古老的漫畫，彼得·普里克利校長是他的狂熱影迷。

## 集數
每一集的故事都是圍繞六名主角展開。典型劇情涉及六個人一起揭穿政府陰謀，或者以智戰勝老師。每集15分鐘，現在已有65集。直至2001年停播。
| 季度   | 劇集數量 | 首播日期      | 結束時間       |
| ------ | -------- | ------------- | -------------- |
| 第一季 | 13       | 1997年9月13日 | 1998年1月10日  |
| 第二季 | 12       | 1998年9月9日  | 1999年4月10日  |
| 第三季 | 7        | 1999年9月11日 | 2000年1月22日  |
| 第四季 | 21       | 1999年9月12日 | 2000年7月17日  |
| 第五季 | 5        | 2000年9月9日  | 2001年1月6日   |
| 第六季 | 3        | 2001年8月21日 | 2001年11月21日 |

## 停播
由於收視率的降低《下課后》於2001年正式停播。2001年11月21日之後迪士尼停止播出新的劇集，但仍播出舊的劇集，直到2003年迪士尼頻道才完全停播。目前在迪士尼有重播。

## 外部連結
- Disney's Recess at Toon Disney
- Template:Imdb-title
- Recess（页面存档备份，存于） at TV.com
- Recess titles and air dates guide（页面存档备份，存于）

1. ↑  通常分爲兩個十分鐘的片段
2. ↑  阿肯色標準成績測試
3. ↑  一種美國學校真實採用的測試
4. ↑  僅在1997年－1998年